# Guadalupe (fleuve)
Pour les articles homonymes, voir Guadalupe.
Le Guadalupe (en anglais, Guadalupe River) est un fleuve américain de 370 km de long qui provient du comté de Kerr, dans le centre du Texas, et qui se jette dans la baie de San Antonio (en) (golfe du Mexique).
Il a notamment pour affluent la San Antonio River.

## Histoire
Le fleuve est sujet à des crues soudaines pouvant causer des dommages très importants. Le bassin de la rivière Guadalupe est l'une des trois régions les plus dangereuses du pays en matière de crues soudaines, selon la Guadalupe-Blanco River Authority. Le golfe du Mexique offre une source d'air infinie au-dessus de la région, ce qui rend les fortes précipitations fréquentes. De plus, des régions comme les comtés de Hunt et de Kerr sont situées sur une plaine inondable entre de hautes collines escarpées qui canalisent les précipitations vers les rivières et les ruisseaux en contrebas. Enfin, le type de sol riche en argile de la région contribue aux crues soudaines, car les sols argileux ont une faible infiltration et provoquent un ruissellement important une fois mouillés.
En juillet 2025, ses crues ont été particulièrement dévastatrices, causant plus de 100 morts. Lors de cet événement, des précipitations extrêmes se sont déversées dans la rivière Guadalupe, provoquant une montée rapide du niveau des eaux.